# À la conquête du Pôle
A la conquista del Polo (À la conquête du Pôle) es un cortometraje francés mudo realizado por Georges Méliès en 1912. Vagamente inspirada en la novela de Julio Verne Las aventuras del capitán Hatteras y en los acontecimientos de la época relativos a la exploración del Ártico, la película sigue las cómicas desventuras de un grupo internacional de exploradores en un viaje al Polo norte, donde se encuentran con un gigante de escarcha devorador de hombres y una peligrosa aguja magnética.
La película, una de las últimas obras cinematográficas de Méliès, fue estrenada por los hermanos Pathé y aclamada por la crítica en Francia e Inglaterra, pero resultó ser un fracaso de taquilla y contribuyó a las crecientes dificultades financieras de Méliès. Sigue siendo vista como una de sus obras maestras y a veces se la nombra como su obra más grandiosa.

## Argumento
En un Congreso Internacional en un Club aéreo, exploradores de todo el mundo discuten sobre la mejor manera de volar al Polo norte. Todos están en desacuerdo hasta que el presidente del congreso, el ingeniero Maboul de Francia, explica sus planes para un "Aero-Bus", un avión con un automóvil de pasajeros y un enorme mascarón de proa en forma de cabeza de pájaro. El proceso es interrumpido por un grupo de suffragettes, que anuncian su intención de ir al Polo ellas mismas. Después de que sean expulsadas, el Congreso nomina a un grupo internacional de expertos para acompañar a Maboul al Polo: Run-Ever de Inglaterra, Bluff-"Allo"-Bill de Estados Unidos, Choukroutman de Alemania, Cerveza de España, Tching-Tchun de China y Ka-Ko-Ku de Japón. Maboul lleva a sus colegas a su oficina para estudiar el modelo de su invención, y luego a la compañía eléctrica, donde se construye su invento. La líder de las suffragettes avanza con sus propios planes para llegar al Polo, construyendo una máquina equipada con hélices y una multitud de globos de juguete, pero no logra despegar del suelo.
El Aero-Bus completo despega con gran éxito, aunque se enfrenta a dos dificultades: primero, la líder suffragette trata de abordar con la expedición en el último momento; y luego el explorador Tching-Tchun, que llega tarde, es dejado accidentalmente atrás. La carrera hacia el Polo atrae a muchos otros aventureros, que parten en sus propias máquinas; pronto el cielo está lleno de aviones de todas las formas y tamaños. Tanto Tching-Tchun como la líder suffragette intentan llegar al Polo en un globo, pero nuevamente se encuentran con el fracaso: el explorador cae tras una corta distancia al suelo y se da por vencido, la suffragette, sosteniéndose por más tiempo, cae sobre el campanario de una iglesia y explota. Mientras tanto, el Aero-Bus continúa su recorrido sin obstáculos, pasando por varios planetas y constelaciones.

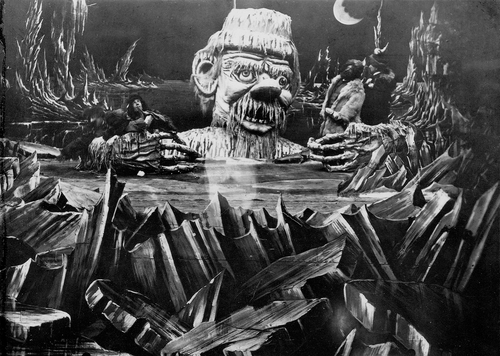
Escena del Gigante de las Nieves.

El avión se desliza sobre el hielo del Ártico y finalmente aterriza, con todos los delegados sanos y salvos. Sin embargo, casi de inmediato, tropiezan con un obstáculo: el Gigante de las Nieves, un gigante de las heladas y fumador de pipa, que solo logran asustar con el fuego de cañones. Finalmente llegan al Polo, donde encuentran una gran aguja magnética. Atrapados por su atracción magnética, esta se rompe bajo su peso y los sumerge en aguas heladas, donde hacen señales de ayuda y son recogidos por un dirigible que pasa. Pingüinos, focas y pájaros del Ártico se despiden. Los exploradores regresan triunfantes al Club aéreo, donde se inclinan ante todos los reunidos.

## Inspiración

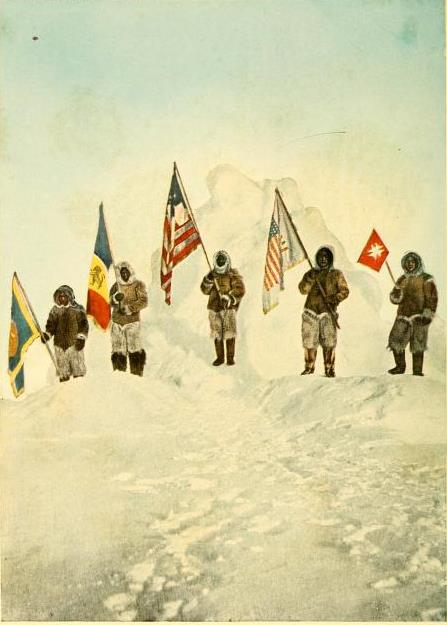
La expedición de Robert E. Peary al Polo norte resultó en una controversia hasta la actualidad, siendo criticada la veracidad de su llegada al Polo. En la fotografía, él junto a su equipo en su supuesta llegada al Polo.
6 de abril de 1909.

Aunque la historia de la película es netamente fantasiosa, fue inspirada en eventos de la época. Robert E. Peary y su equipo habían puesto el pie en el Polo norte el 6 de abril de 1909, y Roald Amundsen había llegado al Polo sur el 14 de diciembre de 1911, cuatro meses antes de que Méliès empezara a rodar. Las afirmaciones del explorador rival Frederick Cook, quien intentó sin éxito demostrar que había derrotado a Peary en el Polo norte, también fueron una inspiración temática. Méliès recordó más tarde:

Intervine en la controversia entre Cook y Peary. Ambos fingieron haber llegado al Polo. De hecho, no creo que ninguno lo hizo. Me dije a mí mismo, voy a ir allí.

La presencia de suffragettes en la película fue otro guiño a los acontecimientos de la época: el movimiento por el sufragio femenino era un tema muy comentado, y lo seguiría siendo en Francia hasta la Segunda Guerra Mundial, cuando a las mujeres se les otorgó el derecho al voto. En el film, la líder de las suffragettes fue concebida como una parodia de la conocida defensora del sufragio británico Emmeline Pankhurst y la escena en la que una suffragette intenta unirse a la carrera de aviación, guarda relación con dos hechos contemporáneos: Thérèse Peltier había sido noticia como la primera mujer aviadora en volar sola, y Raymonde de Laroche se había convertido en la primera mujer en el mundo en recibir una licencia de piloto de avión en 1910.

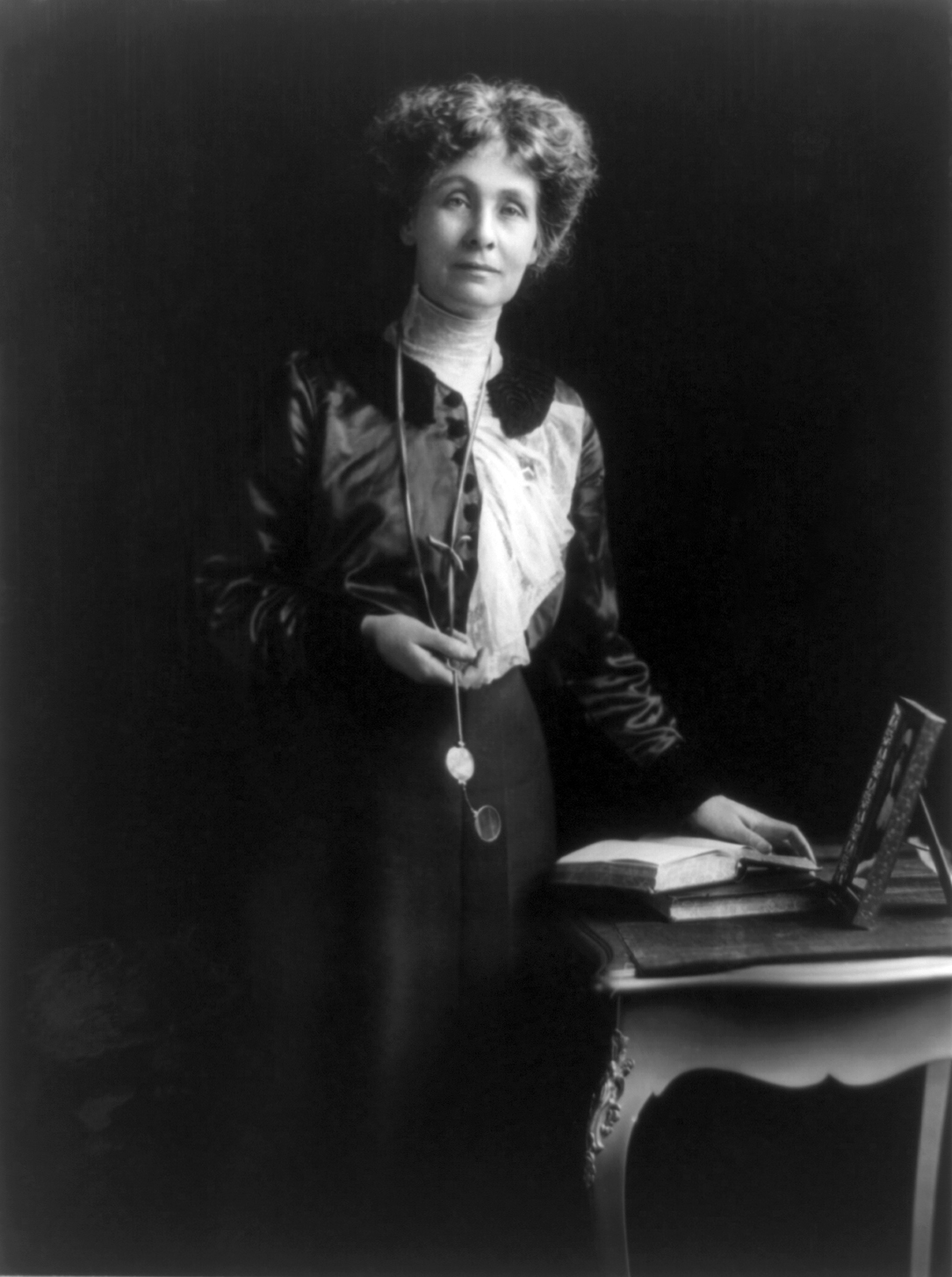
La controversia por el movimiento sufragista fue uno de los eventos sociales más importantes de principios del en Europa, y destacó por el extremismo de sus adherentes. En la imagen, la líder suffragette Emmeline Pankhurst, parodiada dentro del filme.
Fotografía, c. 1913.

Aunque muchos comentarios contemporáneos sobre la película sugirieron una conexión con las obras de Julio Verne, la película no es una adaptación de ninguna de sus famosas novelas Viajes extraordinarios, sino que se trataría más bien de una parodia, tomando elementos de la novela cómica Voyages très extraordinaires de Saturnin Farandoul de Albert Robida, conocido escritor que satirizaba la obra de Verne. En cualquier caso, se puede decir que la película está vagamente inspirada en Las aventuras del capitán Hatteras y La esfinge de los hielos, ambas de Verne.
Otras fuentes posibles vinieron del teatro y el cine. Pif Paf Pouf, una féerie organizada en 1906 en el Teatro del Châtelet, incluyó un gigante del Polo operado por medio de cables, así como un potente imán en el Polo, dos elementos tomados en la película. La película de once escenas Voyage of the Arctic, or How Captain Kettle Discovered the North Pole, dirigida por el pionero cineasta británico Robert W. Paul en 1903, cuenta con un gigante polar, lo que sugiere fuertemente una influencia directa sobre Méliès. Méliès también pudo haber recordado que los hermanos Lumière habían filmado una recreación escenificada de exploración polar, The Explorer Andrée at the North Pole, en 1897.

## Producción
Méliès es ampliamente considerado como la primera persona en reconocer el potencial de la película narrativa, y sus filmes Viaje a la Luna de 1902, El reino de las hadas de 1903 y Viaje a través de lo imposible de 1904, estuvieron entre las películas más populares de los primeros años del siglo XX. Sin embargo, en el momento de la producción de A la conquista del Polo, Méliès estaba en un declive económico. En 1911, Méliès llegó a un acuerdo para que la empresa Pathé Frères se convirtiera en la única distribuidora de sus películas. Aunque continuaron siendo filmadas en el estudio de Méliès de la Star Film Company en París, Charles Pathé tenía el control ejecutivo sobre las películas, incluido el poder de editar su estructura y duración. Todas las películas de Méliès desde 1911 en adelante, incluida A la conquista del Polo, se realizaron bajo la supervisión de Pathé y fueron lanzadas por su compañía.
A la conquista del Polo es la obra cinematográfica más larga de Méliès: 650 metros de película que, a su velocidad de proyección preferida de 12 a 14 cuadros por segundo, es de aproximadamente 44 minutos. También fue la última de sus películas cuyo hilo conductor era por medio de un viaje, género que comprende algunas de sus obras más importantes, como Viaje a la Luna y Viaje a través de lo imposible. La película fue hecha por Méliès en el invierno de 1911 a 1912, con el propio Méliès asumiendo el papel principal del profesor Maboul, y con un papel más pequeño y breve como uno de los trabajadores que sostienen el globo previo a su ascensión. Fernande Albany, que había aparecido previamente en Viaje a través de lo imposible, De París a Montecarlo en dos horas y El túnel bajo el Canal de La Mancha, interpreta a la líder de las suffragettes.
Durante su carrera cinematográfica, Méliès había construido dos estudios de cine de vidrio y metal en Montreuil (Sena-Saint Denis). El primero era relativamente pequeño, con un escenario que medía 16 por 13 pies. El segundo, el llamado Studio B, fue construido en 1905 con dimensiones considerablemente más grandes, que incluyen un escenario de unos diez metros de ancho y una grúa de ascensor que permitía subir y bajar objetos grandes. A la conquista del Polo aprovechó al máximo las instalaciones del Studio B, especialmente para la escena con el Gigante de las Nieves. Sin embargo, como algunas otras escenas en las obras de Méliès, el desfile de vehículos fue filmado al aire libre. Méliès creó los efectos especiales de la película utilizando una amplia gama de técnicas que incluían maquinaria, pirotecnia, escenografía horizontal y vertical, modelos en miniatura, agua real, empalmes de sustitución y superposiciones. El Gigante de las Nieves era una marioneta gigantesca que requería doce hombres para operar: solo su cabeza tenía dos metros de altura y dos de los titiriteros se escondieron dentro de la cabeza para controlar los ojos, las orejas, la boca y la pipa del gigante.
La mayor parte de la película está rodada en el estilo habitual de Méliès, en el que una cámara estacionaria permite al espectador ver la película como si se estuviera reproduciendo en escenas en un escenario de teatro. Sin embargo, la escena en la que aterriza el avión en el Ártico es notable por una técnica avanzada de edición en la que el punto de vista se vuelve móvil en lugar de estacionario. Primero, el avión se ve por primera vez directamente hacia la cámara; luego, en la siguiente toma, el movimiento del avión continúa a la perfección, pero el punto de vista se ha girado noventa grados. En películas anteriores, Méliès solía utilizar la edición no lineal para esos momentos, como en Viaje a la Luna y Viaje a través de lo imposible, en el que la cápsula espacial y el dirigible, respectivamente, se muestran aterrizando dos veces. Esta escena en A la conquista del Polo marca la primera vez que Méliès usa con fluidez el punto de vista móvil, que había sido iniciado por la Escuela de Brighton de cineastas en Inglaterra. Sin embargo, Méliès reveló en 1929 que nunca había encontrado que las técnicas móviles fueran naturales o particularmente útiles y que aún prefería las técnicas de cámara fija que había usado.

## Lanzamiento y recepción

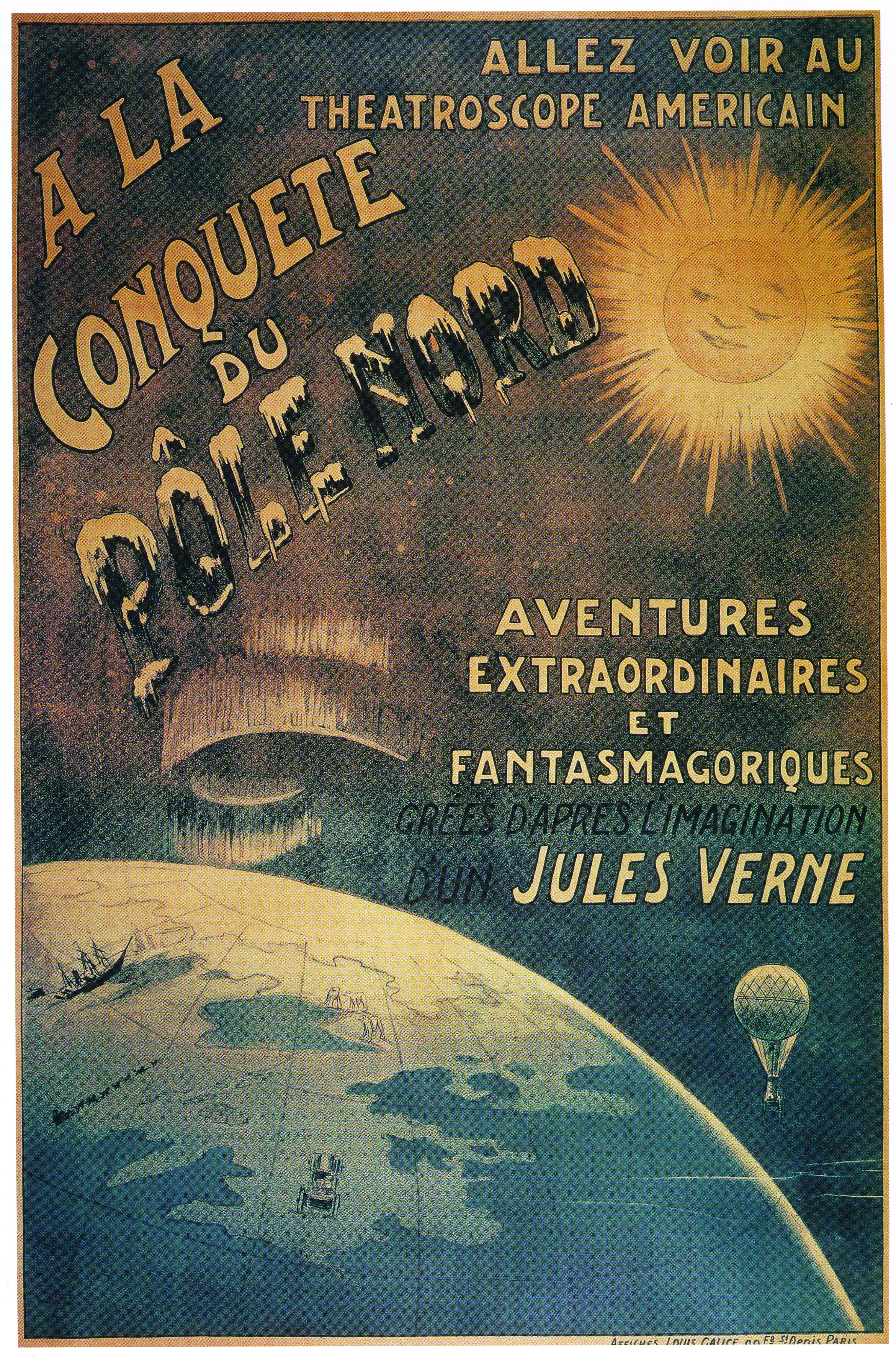
Cartel de la película, en el que se indica la pertenencia de la aventura a la serie Viajes extraordinarios, de Julio Verne.

A la conquista del Polo fue lanzada por Pathé el 3 de mayo de 1912. La película fue anunciada como "un viaje extraordinario en 34 cuadros", y los anuncios e informes sobre la misma frecuentemente sugerían una conexión con la serie de Viajes extraordinarios de Verne: por ejemplo, el boletín semanal de Pathé promovió la película diciendo que "no hay una de las obras [de Méliès] que no haya alcanzado el éxito, la moda y la popularidad de una novela de Julio Verne".
En Francia, el semanario Le Cinéma le dio a la película una crítica muy favorable, calificándola como "una obra maestra de Julio Verne en la cámara de cine". La revista británica Bioscope describió la película como un "viaje extraordinario", y llamó a Méliès el "H. G. Wells de la imaginación, el mago que da rienda suelta a nuestra imaginación y nos proporciona fenómenos científicos de su propia creación".
La película fue un fracaso con el público de la época, que casi la ignoró por completo. La falla de la película generalmente se atribuye a los cambios respecto a los gustos cinematográficos: el estilo teatral basado en la fantasía de Méliès, que había sido innovador e influyente al principio de su carrera, había perdido popularidad en 1912. El crítico e historiador de cine Georges Sadoul, que calificó la película como la más perfecta creación de Méliès, afirmó respecto a ello:

A la conquista del Polo es, hoy en día, una obra maestra del calibre de un Giotto. Pero es un Giotto completado en la edad de Miguel Ángel y Rafael Sanzio. Para comprender cómo esta maravillosa película podría encontrarse con tal falla, debemos recordar que fue más o menos contemporánea con Fantômas y Quo Vadis?, y las primeras películas de Ince y Griffith. El hombre que, en 1898, fue el creador del arte del cine estaba, en 1912, rezagado.

El trato de Méliès con Pathé puso al estudio de Star Film aún más endeudado de lo que había estado antes. Las seis obras que Méliès realizó bajo la supervisión de Pathé entre 1911 y 1912 fueron sus últimas películas.
A la conquista del Polo generalmente se considera una de las mejores películas de Méliès, y algunos críticos la han descrito como su mejor obra.